# Stylopage cymosa
Stylopage cymosa är en svampart som beskrevs av Dudd. 1953. Stylopage cymosa ingår i släktet Stylopage och familjen Zoopagaceae.   Inga underarter finns listade i Catalogue of Life.